# Золотая симфония
«Золотая симфония» (нем.: Symphonie in Gold) — австрийский цветной музыкальный ледовый фильм-ревю 1956 года режиссёра Франца Антела.
В фильме задействованы танцоры Венского ледового ревю и его звезда - фигуристка Иржина Неколова. В то время как актриса Жермен Дамар сама танцует на коньках, актёра Иоахима Фуксбергера в сценах катания на коньках дублирует фигурист Фернан Лиманс, который также играет роль его конкурента.
Огромный каток с цветным льдом был создан в большом зале киностудии Rosenhügel-Filmstudios, художником по костюмам выступила Гердаго, директором ледового ревю был Вилли Петтер, в небольшой роли тренера можно видеть Карла Шефера, в фильме исполняют шлягеры Мона Батиста и Алис Бабс.
В кинопрокате СССР 1958 года фильм занял 18-ю строчку, его посмотрели 24 200 000 зрителей.

## Сюжет
После ухода двух звёзд ледового ревю его владелец хочет дать юной Еве шанс выступить в качестве главной парной танцовщицы. Ева до сих пор была 13-й девушкой-ревю справа. Чтобы найти партнёра она едет на чемпионат Европы по фигурному катанию среди любителей, где знакомится с Вальтером Герлосом из небольшой деревни Арльберг, резчиком по дереву, который вместе с группой тренируется в зимние месяцы по фигурному катанию. Журналист Магнус Мушпель единственный, кто верит в Вальтера, но тот финиширует четвертым.
Магнус Мушпель приезжает в деревню взять интервью у Вальтера. Вальтер жалуется ему на свои проблемы: из-за отсутствия финансирования в деревне нет условий для тренировок летом, нет денег для привлечения хороших тренеров. Мишель передаёт предложение владельца ревю о высокооплачиваемой работе. Но Вальтеру трудно согласиться, по правилам федерации фигурного катания, он не имеет права выступать в коммерческих турнирах. Он не будет считаться любителем и не не сможет взять реванш на следующем чемпионате, что очень важно для него. Мушпеля нашел решение: Вальтер будет выступать в ревю в маске в роли анонимного мистера Икс, зарабатывая деньги. Хозяин ревю очень заинтересован в привлечении Вальтера и соглашается с его условиями, в частности, мистеру Икс будет предоставлен каток с искусственным льдом в его исключительное пользование по утрам, и его инкогнито должно быть сохранено любой ценой. Вальтер соглашается, даже сам не отдавая себе отчёт, что одна из причин — Ева, в которую он влюблён.
Вскоре мистер Икс появляется в ледовых ревю по всей Европе и пользуется огромным успехом, особенно с учетом таинственности его личности. Вальтер же публично появляется в качестве секретаря и тренера мистера Икс. А Мушпель владеет эксклюзивными правами на статьи, связанные с мистером Икс.
Вальтер, выступая в ревю и сам не имя времени готовится к чемпионату, приглашает своих товарищей из деревни на тренировки на качественном катке, с приглашением высококлассных тренеров. Деревенский тренер Антон Кориандер замечает, что мистер Икс совершает те же ошибки в фигурном катании, что и когда-то Вальтер, но не раскрывает его. От хозяина ревю он также узнает, что анонимным покровителем, который позволил его деревенской команде тренироваться, был мистер Икс. Самоотверженность Вальтера окупается: в конце концов, его бывший партнер по тренировкам в Арльберге, молодой бегун Ханс, побеждает на чемпионате Европы чемпиона Билла Джонсона.
Ева, как партнёрша мистера Иск, сначала настроена против него — он даже с ней не разговаривает (чтобы не раскрыть себя), но затем его манеры и внимание начинают ей импонировать. А про его импресарио Вальтера она думает, что ему нужны только деньги и он предал фигурное катание, и сама с ним не разговаривает, они ссорятся. Когда же Вальтер тренируется и выступает с Евой в роли мистера Икс то, как Вальтер, ревниво реагирует, когда Ева флиртует с мистером Икс. Вмешивается Магнус Мушпель и объясняет Еве, что Вальтер и мистер Икс — одно и то же лицо. В заключительном ревю Ева говорит мистеру Икс о том, что любит Вальтера.

## В ролях
- Йоахим Фуксбергер — Вальтер Герлос
- Жермен Дамар — Ева Белль
- Ханнелоре Болльманн — Сузи Хагедорн
- Сузи Николетти — Матильда Зейдлиц
- Иржина Неколова — Иржина Неколова, звезда фигурного катания, камео
- Гюнтер Филипп — Джо Лобеданс
- Пауль Вестермайер — Чарльз Бирвирт, владелец ледового ревю
- Эрнст Вальдбрунн — Магнус Миспель
- Фриц Муляр — мистер Бирвирт, портье отеля
- Фернан Лиманс — Билл Джонсон, фигурист, чемпион Европы
- Ханс Мозер — Антон Кориандр, тренер деревенской команды
- Томас Хербигер — Ханс
- Карл Шефер — тренер
- Алис Бабс — певица

## Песни
В фильме звучат разные песни, шлягеры Моны Батисты «Oh, Jackie Joe» и Алис Бабс «Dongdingeldang» и другие.

## Критика
Как отмечает «Lexikon des internationalen Films» картина была «нетребовательным развлечением, включающим спорт, любовь, много музыки, немного комедии и выступления Венского айсревю».